# MTV Europe Music Award pro nejlepší český/slovenský počin
Seznam výherců a nominovaných MTV Europe Music Awards v kategorii Nejlepší český a slovenský umělec.

## 2010 - 2019
| Rok  | Vítěz            | Nominovaní                                                 |
| ---- | ---------------- | ---------------------------------------------------------- |
| 2010 | Charlie Straight | - / Ewa Farna - Aneta Langerová - Rytmus - Marek Ztracený  |
| 2011 | Charlie Straight | - Ben Cristovao - Debbi - PSH - Rytmus                     |
| 2012 | Majk Spirit      | - Ben Cristovao - Sunshine - Mandrage - Celeste Buckingham |